# Giulio De Iuliis
Giulio De Iuliis (Velletri, 1º gennaio 1924 – Roma, 25 dicembre 1975) è stato un politico italiano. È stato sindaco di Rieti per due mandati consecutivi, dal 1961 al 1970. Per la sua determinazione ed il suo decisionismo era soprannominato "il sindaco-podestà".

## Biografia
Fu a capo della prima giunta comunale di centro-sinistra e fu fautore di un'intesa con la Democrazia Cristiana. Allacciò stretti rapporti in particolare con il leader democristiano Franco Maria Malfatti.
Durante il suo lungo incarico, che coincise con un periodo di grande espansione edilizia della città con la nascita dei quartieri Città Giardino (ad ovest) e Micioccoli (a nord) si adoperò per dotarli dei servizi essenziali, costruendo il secondo ponte sul Velino dell'area urbana (ponte Giovanni XXIII) ed il palazzetto dello sport di piazzale Leoni. Inoltre venne inaugurato il nucleo industriale di Rieti-Cittaducale, che dava inizio alla seconda fase dell'industrializzazione di Rieti (dopo quella legata a Zuccherificio e Supertessile) e intercettava i fondi statali della Cassa del Mezzogiorno che interessavano il vicino comune di Cittaducale. Al suo lavoro si deve l'approvazione del piano regolatore generale del 1972.
La sua giunta attuò i controversi interventi di riqualificazione della zona di Porta D'Arci, deliberati nel 1953 dalla giunta di Lionello Matteucci e volti a facilitare il traffico automobilistico: nel 1961 il comune acquistò la chiesa sconsacrata di Santa Maria del Suffragio per poi demolirla nel 1964; le mura medievali circostanti secondo il progetto originario dovevano essere abbattute del tutto, ma in seguito all'opposizione della Soprintendenza furono mantenute aprendovi però tre fornici dover far scorrere il traffico.
È seppellito ad Acuto, in provincia di Frosinone. A lui è dedicato il viale a quattro corsie che fa da dorsale al quartiere Micioccoli, uno dei più trafficati viali della città e dei più criticato dal punto di vista architettonico.